# Himeră (mitologie)

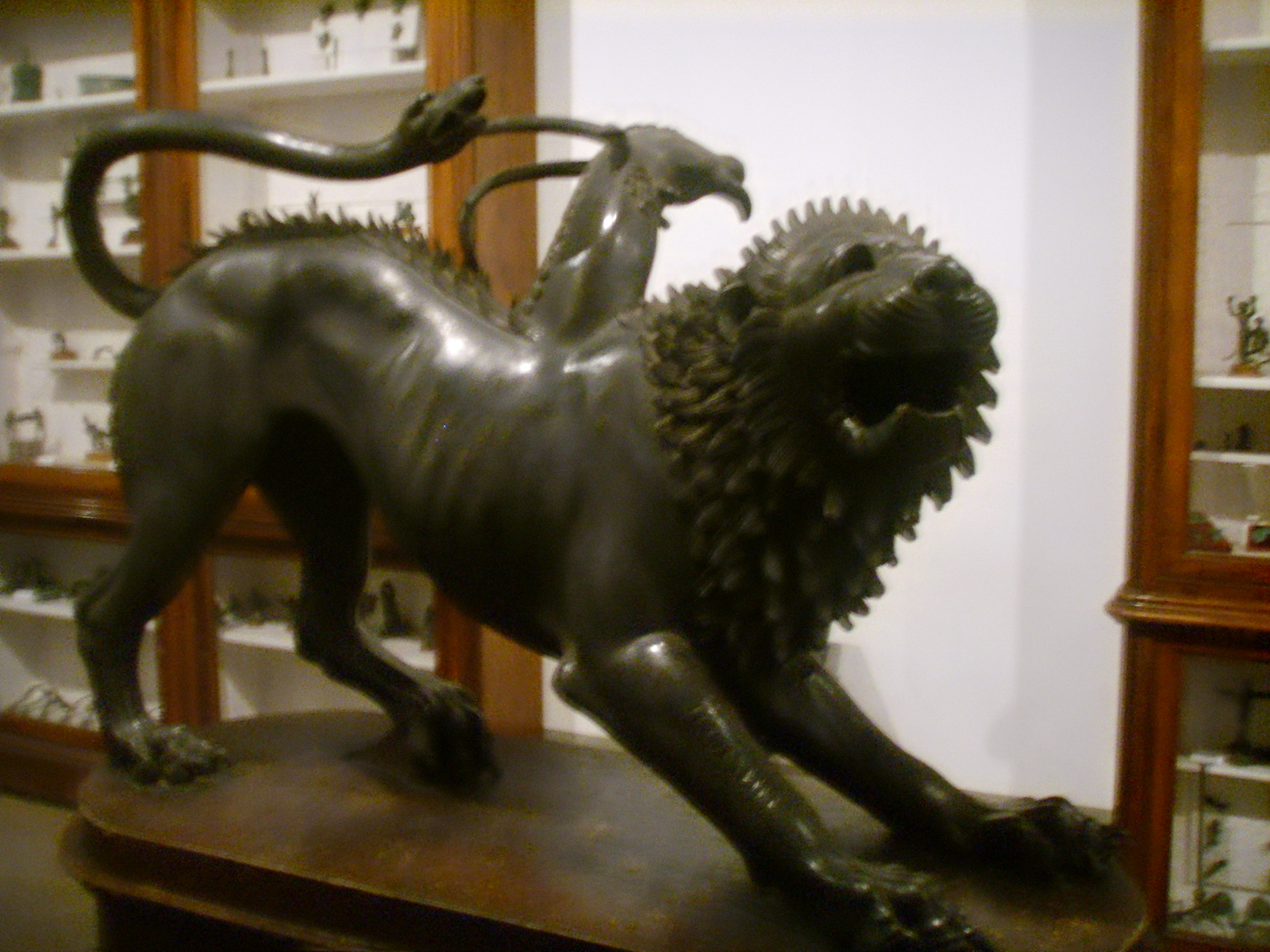
Himera

Himera (greacă Χίμαιρα derivat din χίμαρος, khimaros „capră”) reprezintă în mitologia greacă un monstru tricefal, având un cap de leu, unul de capră și unul de șarpe sau de balaur. După Hesiod, este un monstru feminin, născut din cuplul Echidna-Typhon. Termenul himeră mai este folosit pentru a descrie orice monstru compus din mai multe părți de animal.

## Descriere
Prima descriere a Himerei apare în Iliada lui Homer, „o creatură de origine zească, nu umană, în față un leu, în spate un șarpe și o capră în mijloc, și scuipând un foc infernal.” După Homer răutatea și ura Himerei față de alții este cauzată de Amisodaros, regele Cariei, care a crescut-o ca să terorizeze pământurile înconjurătoare. O altă descriere a ei apare în Teogonia lui Hesiod: „Ea [Echidna] a născut Himera, care scuipa un foc infernal, o bestie măreață și înfricoșătoare, puternică și agilă. Capetele ei erau trei: unul a unui leu, unul a unei capre și al treiea a unui șarpe, un drakon puternic.” În opera Bibliotheca se sugerează că monstrul sufla foc prin capul de capră. Alexandru Mitru o descrie „Iar Himera aceasta avea corpul de capră, cu-o coadă de balaur, un grumaz de leoaică și două capete. Din boturile ei tâșneau, când răsufla, torente-nvăpăiate de foc mistuitor”.
Himera este în general considerată un monstru de gen feminin, deși este de obicei portretizată în arta grecească ca având o coamă de leu.
Există mai multe genealogii ale himerei. Hesiod relatează cum ea a conceput împreună cu fratele ei, Orthos, Sfinxul și leul din Nemea. O altă versiune spune că este fiica Echidnei și a lui Orthos, majoritatea autorilor consideră că este fiica Echidnei și a lui Typhon, soră a lui Cerber și a Hidrei.
Zărirea Himerei era considerată de rău augur. Monstrul grecesc apărea de obicei înainte de producerea unor dezastre, cum ar fi: naufragii, furtuni violente și erupții vulcanice.
Vergilius plasează Himera la porțile lui Hades împreună cu alți frați de-a ei și a altor creaturi monstruoase.

## Moartea Himerei
Tărâmul regelui Iobates, Licia, era terorizat de către Himeră. Acesta îi ordonă lui Belerofon să o ucidă. Autorul cărții Bibliotheca descrie moartea ei astfel „Belerefon a urcat pe Pegas, calul său înaripat născut din Medusa și Poseidon, și zburând sus în aer a doborât Himera folosind arcul și săgețile sale”. Al. Mitru descrie cum Belerofon, sfătuit de Atena, aruncă țepușe de plumb în gurile Himerei, plumbul se topește datorită focului himerei și astfel o ucide pe bestie.

## Teorii despre origine
Originea acestui monstru poate fi atribuită vulcanulului cu numele Chimaera lângă Phaselis, în Licia și a erupților sale frecvente  sau a văii vulcanice lângă Cragus.
Există posibilitatea ca Himera să simbolizeze frigul iernii: capul ei de leu - gerul, capul de capră - furtunile de zăpadă (în greacă agis înseamnă atât cu trasături de capră cât și furtună) și capul de șarpe - bolile iernii. Numele ei, Himera (Khimaira), poate fi derivat din cuvintele grecești kheima (frig, ger, iarnă) și aera (aer). Tatăl ei, Typhon, este considerat demonul furtunilor de zăpadă și mama ei, Echidna, demonul bolilor.
Himera poate fi asociată cu constelația capricorn, capra cu coadă de șarpe, a cărei apariție însemna începerea iernii. Inamicul său, Pegas, identificat cu constelația Pegas, apărea primăvara pentru a o „alunga” de pe cer.